# Steel Ball Run
Steel Ball Run (スティール・ボール・ラン, Sutīru Bōru Ran) é um mangá escrito e ilustrado por Hirohiko Araki. Originalmente apresentado como uma história independente, esta série foi recentemente declarada oficialmente uma parte do enredo de JoJo's Bizarre Adventure, sendo assim a sétima parte da obra.
Os primeiros 23 capítulos foram serializados na revista de mangá shōnen da Shueisha, Weekly Shōnen Jump, em 2004, sob o título de Steel Ball Run, aparentemente sem qualquer conexão com o restante da franquia. No entanto, quando a série mudou para a revista seinen de mangá Ultra Jump em 2005, Steel Ball Run foi oficialmente anunciada como a sétima parte de JoJo's Bizarre Adventure, embora definido em uma continuidade separada de todos os arcos anteriores. Este novo universo também serve de cenário para os arcos seguintes da série, JoJolion e The JOJOLands.
Steel Ball Run foi universalmente aclamado por sua arte, personagens e história. Seus 95 capítulos foram combinados em 24 volumes tankōbon (volumes 81–104 de toda a série).

## Roteiro
Em setembro de 1890, jóqueis de corrida de todo o mundo vão para os Estados Unidos para participar da Steel Ball Run, uma corrida de cavalos que atravessa o país, de San Diego a Nova York com um grande prêmio de cinquenta milhões de dólares. Um ex-jóquei paraplégico chamado Johnny Joestar (ジョニィ・ジョースター, Jonī Jōsutā) entra na corrida para aprender sobre a misteriosa habilidade chamada Spin de um ex-carrasco napolitano chamado Gyro Zeppeli (ジャイロ・ツェペリ, Jairo Tseperi), que restaurou por um instante a capacidade de andar Johnny. Embora comecem a corrida como rivais, Johnny e Gyro tornam-se amigos ao longo da viagem, enquanto enfrentam vários assassinos e terroristas presentes na competição. Embora a Steel Ball Run seja organizada pelo excêntrico magnata do petróleo Steven Steel, o presidente dos Estados Unidos, Funny Valentine, projetou a corrida para servir de fachada para a coleta dos pedaços espalhados de um cadáver de 1.900 anos conhecido como Santo Cadáver (fortemente implícito ser o corpo de Jesus Cristo). Valentine pretende remontar o Cadáver e ganhar poder ilimitado através dele em nome de sua nação.

## Produção
Escrito e ilustrado por Hirohiko Araki, Steel Ball Run foi originalmente serializado semanalmente na antologia de mangá shōnen da Shueisha, Weekly Shōnen Jump, de 19 de janeiro a 16 de outubro de 2004. Posteriormente, foi transferido para a revista seinen mensal da Shueisha, Ultra Jump, em 19 de março de 2005, sendo publicado até 19 de abril de 2011. Araki já declarou que a nova programação mensal, com capítulos mais longos, combinava melhor com seu estilo de trabalho, já que ele não estava tão restrito no que poderia desenhar pelo público seinen ser mais velho e não precisava mais escrever histórias que cativassem entusiasmo para o capítulo da próxima semana.  Araki descreveu o tema da obra como " [a] busca de satisfação" e que é "uma afirmação de como a humanidade é maravilhosa", ademais, declarou que se trata de uma descrição da capacidade humana em crescer e superar as adversidades através da força e do espírito, retratada através de pessoas que tiveram sucesso nas lutas por suas próprias ações, sem depender de máquinas ou deuses.
Como o mangá segue uma corrida pelos Estados Unidos, Araki teve que realizar sua pesquisa em três viagens: uma da Costa Oeste aos desertos americanos, uma das Grandes Planícies ao Rio Mississippi e Chicago, e uma a Nova York. O autor ainda explica que teria sido impossível compreender a vasta escala do país sem ter ido lá pessoalmente, descrevendo o cenário do Centro-Oeste como infinito e imutável. A sensação de distância o fez pensar que se um inimigo se aproximasse dos protagonistas, a paisagem aberta significaria que ele não poderia ter escapado por falta de lugares para se esconder, experiência que achou útil ao desenhar o mangá.
Assim como outros protagonistas da série, Johnny foi pensado para simbolizar a história daquela parte e para se destacar entre os protagonistas anteriores em termos de aparência, roupas e silhueta. Apesar disso, não foi planejado especificamente para que tivesse alguma deficiência no início da produção; em vez disso, sua deficiência foi o resultado do foco da série no crescimento dos protagonistas através da superação de dificuldades, e de Araki querer criar um personagem que fosse forçado a confiar em pessoas e cavalos durante a corrida, bem como que tivesse espaço para crescer tanto mental quanto fisicamente . Valentine foi criado por Araki ter percebido, cada vez mais, que o bem e o mal nem sempre são facilmente distinguíveis e que pode haver um interesse em um bem maior nas motivações das pessoas que fazem coisas ruins. Ele observou que o patriotismo e os objetivos de Valentim pareciam justos e poderiam se alinhar com os líderes do mundo real, e que é o seu sacrifício de pessoas impotentes para alcançar seus objetivos é o que o torna mau e completamente inadequado para um papel de protagonista. Já o conceito de ter o presidente dos Estados Unidos lutando contra os personagens principais surgiu quando Araki viu o filme Independence Day e gostou da ideia de um presidente que lutasse.